# لانتانا مليسية الرائحة
لانتانا مليسية الرائحة (الاسم العلمي: Lantana melissiodorifera) هي نوع نباتي يتبع جنس اللانتانا من فصيلة اللويزية.